# 1929 год в театре
1929 год в театре

## Знаменательные события
- В Ленинграде основан Театр комедии — впоследствии Санкт-Петербургский академический театр комедии им. Н. П. Акимова
- 13 марта в театре Вахтангова состоялась премьера спектакля «Заговор чувств» Ю. Олеши.
- 21 мая  — премьера балета «Блудный сын» Сергея Прокофьева в хореографии Джорджа Баланчина, Париж.
- В Харьковском государственном украинском театре оперы и балета (ныне — Харьковский национальный академический театр оперы и балета им. Н. В. Лысенко) состоялась первая постановка в СССР современного балета «Футболист» Виктора Оранского[1].

## Персоналии

### Родились
- 29 января — Молостова, Ирина Александровна — советский и украинский театральный режиссёр, Заслуженный деятель искусств УССР (1964), Народный артист Украинской ССР (1976)
- 21 февраля — Франсиско Дефилиппис Новоа, аргентинский драматург   (умер 1929).
- 3 апреля — Раутбарт, Владимир Иосифович — советский режиссёр, актёр, театральный педагог, заслуженный артист РСФСР
- 2 мая — Логинова, Тамара Абрамовна — советская актриса театра и кино, заслуженная артистка РСФСР (1976)
- 14 июня — 
  - Сошальский, Владимир Борисович — советский и российский актёр театра и кино, народный артист РСФСР
  - Альфред Фараг — египетский драматург
- 3 июля — Эдлис, Юлиу Филиппович — российский драматург и сценарист
- 21 июля — Щербаков, Пётр Иванович — актёр театра и кино
- 10 августа — Стриженов, Олег Александрович — советский и российский актёр театра и кино, народный артист СССР
- 21 августа — Артмане, Вия Фрицевна — советская и латышская актриса театра и кино
- 24 августа — Штефания Мольдован — венгерская оперная певица. Заслуженная артистка Венгрии
- 4 сентября — Ургант, Нина Николаевна — советская и российская актриса театра и кино, народная артистка РСФСР
- 13 сентября — Гяуров, Николай — болгарский оперный певец (бас), солист Большого театра и «Ла Скалы»
- 14 октября — Попов, Юрий Лазаревич — российский оперный певец, режиссёр, народный артист СССР, драматический баритон
- 8 ноября — Борисов, Олег Иванович — советский и российский актёр театра и кино, кинорежиссёр, народный артист СССР (1978)
- 12 ноября — Быков, Ролан Антонович — советский и российский актёр и кинорежиссёр, народный артист СССР, лауреат Государственной премии СССР
- 11 декабря — Кеннет Макмиллан — британский артист балета, балетмейстер, художественный руководитель Королевского балета (Великобритания).

### Скончались
- 27 декабря — Франсиско Дефилиппис Новоа, аргентинский драматург   (род. 1890).
- 12 сентября — Райнис, латышский поэт и драматург.